# Ana Díaz (premetro de Buenos Aires)
Ana Díaz es una estación tranviaria del premetro que forma parte de la red de subterráneos de Buenos Aires. Pertenece al ramal que une la estación Intendente Saguier, con la estación Centro Cívico. Posee un solo andén.                  En el año 2024, la estación fue remodelada.

## Inauguración
Se inauguró el 27 de agosto de 1987, junto con las otras estaciones del Premetro.

## Ubicación
Se ubica en la intersección de las avenidas Fernández de la Cruz y Larrazábal, cercana también a la calle Ana Díaz, en el barrio porteño de Villa Lugano. Se encuentra cercana al Barrio General de División Manuel Nicolás Savio y de la Plazoleta Aeronáutica Argentina. 